# Princesa Real (corveta)
Princesa Real (1818-1853) foi uma corveta de 22 peças da Armada Portuguesa, resultante da adaptação ao serviço naval da galera mercante Activo, comprada em Pernambuco e oferecida ao Estado em 1818. Em 1822 largou incluída na expedição à Baía e no ano seguinte entrou no combate nas águas da Baía contra as forças navais comandadas por Thomas Cochrane. Tomou parte nas lutas liberais no mar como navio de D. Miguel. Em 1834 foi vendida por inútil, passando a navegar como navio mercante com o nome de Cacela.

## Descrição
A galera Activo, que depois seria transformada na corveta Princesa Real, foi construída por Manuel Luís dos Santos, nos estaleiros de Pernambuco, onde foi comprada e oferecida ao Estado em 1818. Também aparece designada como corveta ou galera Activo e, em 1834, depois de vendida a um privado, passou a denominar-se Cacela. A sua lotação em 1820, era de 160 homens.
Já como Princesa Real, em julho de 1818, zarpou de Pernambuco para a Bahia. Em julho de 1821, fez uma viagem de Pernambuco para Lisboa, conduzindo abordo, entre outros passageiros, os deputados daquela província às recém-eleitas Cortes Gerais e Extraordinárias da Nação Portuguesa e o embaixador do Reino da Sardenha junto da Coroa portuguesa. Em novembro desse ano, largou de Lisboa com o comboio da Bahia, levando embarcado o governador das armas da Província da Bahia.
Em novembro de 1822, em conjunto com outra corveta, executou trabalho de cruzeiro nas águas da Bahia. Em abril de 1823, no contexto da Guerra da Independência do Brasil, cruzou nas águas da Baía incluída nas forças comandadas pelo almirante Pereira de Campos e encontrou-se com as forças navais brasileiras do almirante Thomas Cochrane, com as quais travou a escaramuça que ficaria conhecida pela batalha de 4 de Maio. A força portuguesa recolheu vitoriosa à Bahia em junho. 
Em Julho de 1823, largou da Baía para Lisboa, dando comboio aos transportes que conduziam as forças do brigadeiro Inácio Luís Madeira de Melo. Em junho de 1824, armada em charrua, largou de Lisboa para Angola.
Em junho de 1826, esteve a cruzar nas costas do Algarve durante 30 dias em missão de policiamento contra os corsários americanos que operavam no golfo de Cádis. Em agosto desse ano, partiu para os Açores, às ordens do capitão-general dos Açores, o brigadeiro Manuel Vieira de Albuquerque Touvar. 
Em 1827, saiu para Cabo Verde com a missão de evitar o tráfico de escravos naquelas ilhas. Em junho de 1828, foi incorporada nas forças navais empenhadas no bloqueio da  barra do Douro. Em julho desse ano, largou do Porto para Lisboa, dando comboio a cinco iates que transportavam 600 militares. 
Em agosto de 1828, largou para a ilha da Madeira, incluída na esquadra do vice-almirante Henrique da Fonseca de Sousa Prego, com a missão de reduzir a ilha à obediência de D. Miguel.
Já no contexto da Guerra Civil Portuguesa, em abril de 1829, largou para os Açores, transportando artilharia e munições como navio-chefe de uma parte da esquadra do almirante José Joaquim da Rosa Coelho. Em junho desse ano, largou para Ponta Delgada para tomar parte no ataque à Terceira, integrada na esquadra do almirante Rosa Coelho.
Em outubro de 1829, largou a render a corveta Cibele na Madeira. Em março de 1832, largou para a Madeira com tropa. Em agosto desse ano, largou de Lisboa para as costas do norte de Portugal, incluída na forç comandada pelo chefe-de-esquadra Pereira de Campos, transportando munições. 
Em 1 de Julho de 1833, partiu de Lisboa integrada na esquadra miguelista comandada pelo chefe-de-esquadra António Correia Manuel Torres de Aboim. Em 5 de julho de 1833 participou, incorporada nas forças miguelistas, na batalha do Cabo de São Vicente. Após aderrota miguelista naquela batalha naval, a corveta foi incorporada na esquadra liberal.
Em outubro de 1833, passou mostra de desarmamento. Em 1834, foi vendida a Filipe Nery por um conto de réis.